# Liste der niederländischen Botschafter in Osttimor

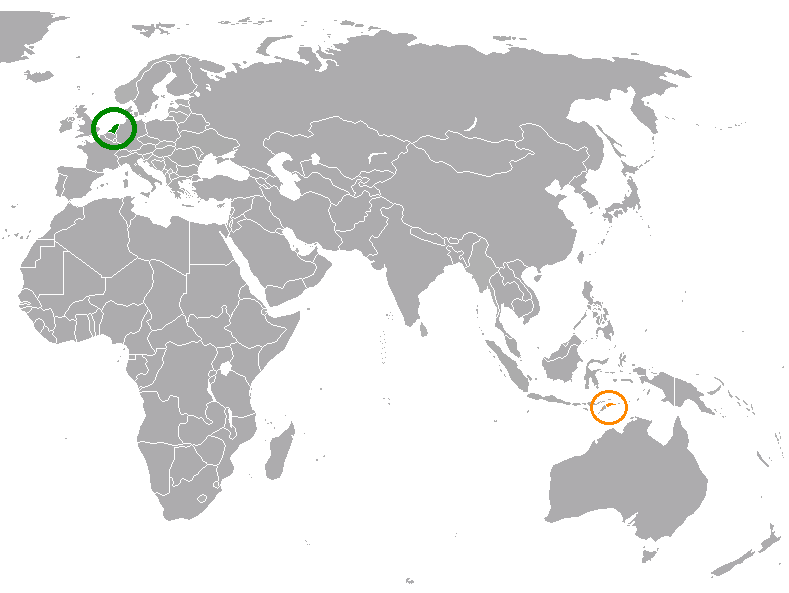
Niederlande (grün) und Osttimor (orange)

Diese Liste führt die niederländischen Botschafter in Osttimor auf.

## Hintergrund
Die Niederlande und Osttimor nahmen 2003 diplomatische Beziehungen auf, ein Jahr nach der Entlassung Osttimors in die Unabhängigkeit. Der Botschafter der Niederlande hat seinen Sitz im indonesischen Jakarta.
2025 wurde der Journalist António Sampaio zum niederländischen Honorarkonsul in Dili ernannt.

## Liste der Botschafter

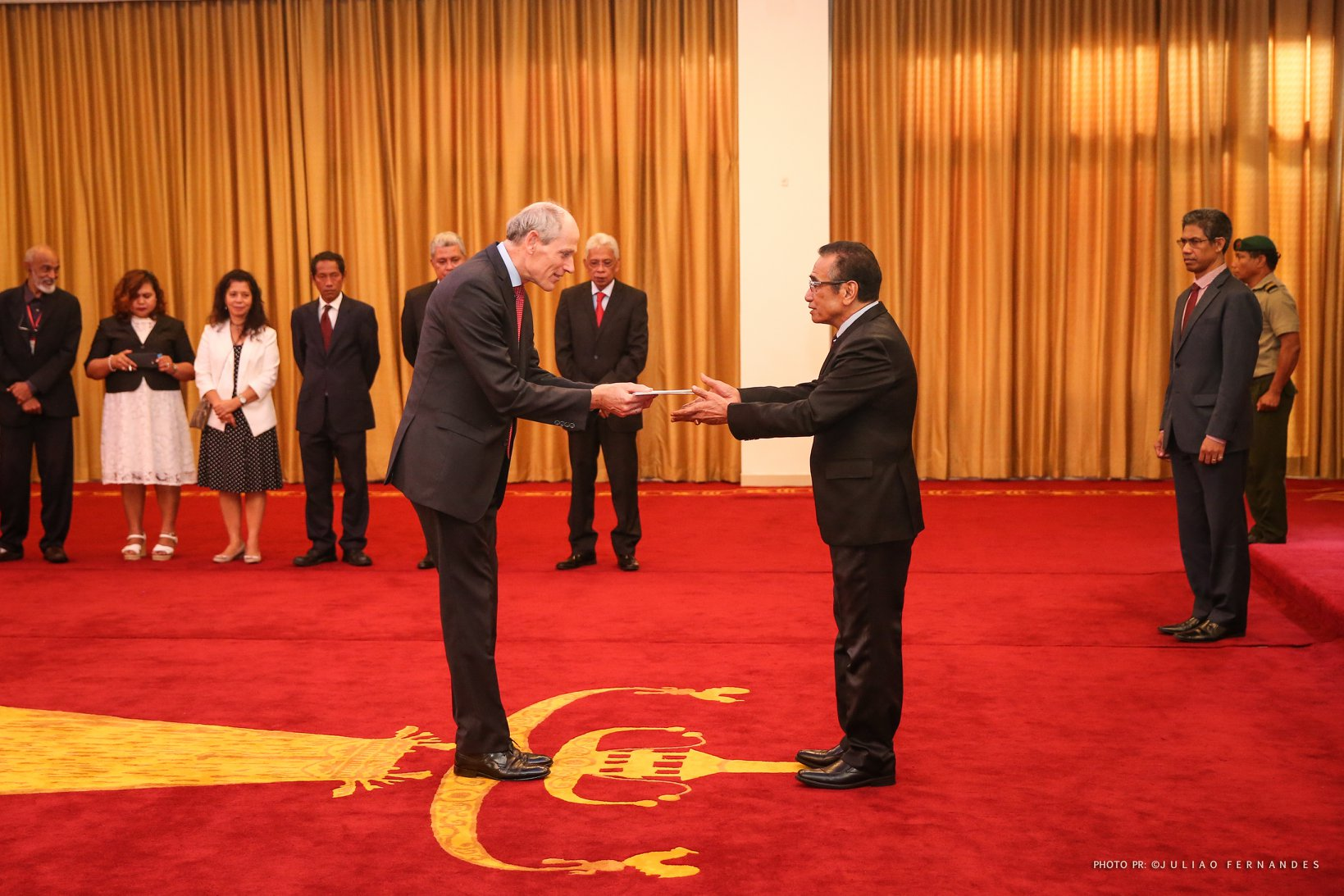
Lambertus Christiaan Grijns bei Präsident Francisco Guterres (2020)

| Foto                               | Amtszeit  | Name                        | Anmerkungen                                           |
| Niederlande                        |           |                             |                                                       |
|                                    | bis 2005  | ?                           |                                                       |
|                                    | 2005–2010 | Nikolaos van Dam            | [ 3 ]                                                 |
|                                    | 2010–2014 | ?                           |                                                       |
|                                    | 2014–2019 | Rob Swartbol                | Akkreditierung: 12. Februar 2016 Verabschiedung: 2019 |
| Lambertus Christiaan Grijns (2020) | 2020–2024 | Lambertus Christiaan Grijns | Akkreditierung: 21. Februar 2020                      |
|                                    | seit 2025 | Marc Gerritsen              | Akkreditierung: 18. Februar 2025                      |